# C8H4N2S
化学式C8H4N2S（摩尔质量：160.2 g/mol）可以指：
- 2-噻吩亚甲基丙二腈，CAS号：28162-32-5
- 3-噻吩亚甲基丙二腈，CAS号：101756-40-5